# Данська королівська академія наук
55°40′23″ пн. ш. 12°34′26″ сх. д. / 55.67312° пн. ш. 12.57395° сх. д.
Данська Королівська академія наук і літератури (дан. Kongelige Danske Videnskabernes Selskab) — одна з данських неурядових академій наук у м. Копенгаген. Заснована 13 листопада 1742 року з дозволу короля Крістіана VI як історична колегія «лат. Antiquitatum». Вона була створена як секретаріат графа Йохана Людвіга Гольштейна та професора історії Ганса Грама.

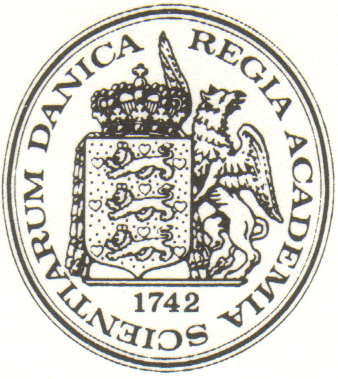

Членами Академії проводяться дослідження, лекції й публікуються дослідження в різноманітних галузях науки. Членами Академії є близько 250 національних і 260 іноземних членів.